# Nachauc
Nachauc är en ort i Mexiko.   Den ligger i kommunen Chamula och delstaten Chiapas, i den sydöstra delen av landet, 700 km öster om huvudstaden Mexico City. Nachauc ligger 2 226 meter över havet och antalet invånare är 694.
Terrängen runt Nachauc är kuperad åt nordost, men åt sydväst är den bergig. Runt Nachauc är det ganska tätbefolkat, med 166 invånare per kvadratkilometer. Närmaste större samhälle är Bochil, 18,6 km nordväst om Nachauc. I omgivningarna runt Nachauc växer i huvudsak städsegrön lövskog.